# Margot Sperling
Margot Sperling (* 16. April 1939 in Lablacken, Ostpreußen) ist eine deutsche Malerin.

## Leben
Margot Sperling wurde 1939 in Lablacken in der Nähe des Kurischen Haffs geboren. 1945 floh die Familie über die Ostsee nach Dänemark, wo sie zwei Jahre auf Seeland in verschiedenen Auffanglagern (u. a. Korsör und Dragör) interniert war. 1947 zogen sie nach Buttstädt/Thüringen in die Sowjetische Besatzungszone. Dort besuchte Margot Sperling die Oberschule bis zum Abitur 1957. Anschließend begann sie – statt eines künstlerischen Studiums – eine Ausbildung als Apothekenhelferin in Weimar und arbeitete in diesem Beruf.
Zwei Jahre später, 1963, wurde ihr aufgrund ihrer künstlerischen Veranlagung ein Studienplatz für Kunsterziehung in Greifswald angeboten. Am dortigen Caspar David Friedrich-Institut, das von 1956 bis 1959 von dem Maler, Holzschneider und Kunsterzieher Herbert Wegehaupt geleitet wurde, studierte sie bis 1967 unter anderen bei dem Maler und Kunstpädagogen Martin Franz. Anschließend arbeitete sie von 1967 bis 1971 als Lehrerin in Laage im Landkreis Rostock, bevor sie Freie Malerei bei Professor Fritz Dähn und Walter Womacka an der Kunsthochschule Berlin-Weißensee studierte. Nach drei Jahren Studium verließ sie 1975 die Hochschule und wurde in Berlin in den Verband Bildender Künstler aufgenommen, dem sie dann bis 1990 angehörte. Ab 1979 waren ihre Werke regelmäßig in Ausstellungen und bei Ausstellungsbeteiligungen in der DDR und Bundesrepublik Deutschland zu sehen.
Studienreisen führten Margot Sperling nach Rügen, Norwegen, an die französischen Atlantikküste und nach Ostpreußen (Oblast Kaliningrad). Sie lebt als freie Malerin in Berlin.

## Werk

### Malerei
Margot Sperlings Arbeiten – „Bilder der Stille“, wie die Kunsthistorikerin Anita Kühnel sie nennt – sind klare, in überschaubaren Formen gemalte Interieurs und Stillleben meist vom vertrauten Umfeld ihres Ateliers und Wohnraums.
Die Publizistin und Ausstellungsmacherin Simone Tippach-Schneider schrieb 2015:

„Für ihr Leben als Malerin, das vor 40 Jahren in Berlin ansetzte, waren nicht Netzwerke und Selbstdarstellungen prägend und auch keine Hochschullehrer, sondern innere Erlebnisse, und bei den Begegnungen nicht die Nützlichkeit, sondern die Glaubwürdigkeit der einzelnen Leute, mit denen sie zu tun hatte.
Margot Sperlings Malerei wurzelt in der Kunst der ‚Berliner Schule‘, die sich in den fünfziger und sechziger Jahren in Ostberlin entfaltet hat und in der Lothar Böhme, Harald Metzkes, Brigitte Handschick (1939–1994) und Manfred Böttcher (1933–2001) die treibenden Kräfte gewesen sind. Von dorther rührt auch die Nähe zu Paul Cézanne in der künstlerischen Haltung, in der Malkultur sowie in der Demut gegenüber dem Alltäglichen, aber auch hinsichtlich der kritischen Blicke auf das Umfeld.“

### Kooperationen
Von 1976 bis 1993 leitete Margot Sperling zusammen mit Wolfgang Leber einen Malzirkel in Berlin Prenzlauer Berg.

## Einzelausstellungen (Auswahl)
- 1983: Galerie Mitte, Berlin
- 1989: Galerie Rotunde im Alten Museum, Berlin,
- 1996: Galerie im Turm, „Strandlandschaften“, Frankfurter Tor, Berlin
- 1997: Niedersächsische Landesbibliothek, „Flusslandschaften“, Hannover
- 1997: Schul- und Bethaus, Alt-Langsow, Oderbruch
- 1999: Brechthaus Am Weißensee, „Das Meer… und anderes“, Berlin
- 1999: Galerie Inselstr. 13, Berlin-Mitte
- 2000: Galerie im Alten Speicher, Stralsund
- 2002: Galerie Parterre, Berlin
- 2005: Galerie in der Burg, Klempenow, Mecklenburg
- 2005: Foyer der Franz-Volhard-Klinik (Charité Campus Virchow Klinik), Berlin
- 2006: Galerie Amalienpark, Berlin-Pankow
- 2010: Galerie MLS, Bordeaux

## Gruppenausstellungen (Auswahl)
- 1975: Berlin, Galerie am Prater („Berliner Grafik III“)

- 1979 bis 1989: Berlin, fünf Bezirkskunstausstellungen

- 1979: Galerie am Prater, mit Herbert Tucholski und Sylvia Hagen, Berlin
- 1983: Berlin, Galerie am Prater („Retrospektive 1973 -1983“)
- 1985: Berliner Atelier, Fernsehturm Berlin
- 1988: Staatliche Kunstsammlung Neubrandenburg
- 1988: Galerie am Pferdemarkt, mit Sylvia Hagen, Adelheit Sandhof und Gertraud Wendland, Neubrandenburg
- 1992: Berlin, Galerie am Prater, mit Sabine Peuckert und Gerti Schlegel
- 1994: Galerie Pankow, Breite Str. 8, mit Bildhauer Werner Stötzer
- 1995: Galerie Mitte, mit Marianne Selsjord, Berlin
- 1999: Galerie Inselstr. 13, „Männerakte zum Frauentag“, Berlin-Mitte
- 2005: Galerie Mitte, „Weiblicher Maisalon“, Singerstr 1, Berlin
- 2006: Galerie Mitte, 30 Jahre, „Portraits“, Berlin
- 2011: Klostergalerie Zehdenick, „Berliner Künstler“, Zehdenick
- 2012: Sophienkirche, Berlin
- 2015: Galerie Amalienpark/Raum für Kunst, „Zwischenwelten“, mit Siegfried Völcker und Arbeiten von Joachim Dunkel (1925–2002), Berlin-Pankow[4]
- 2016: Galerie Amalienpark/Raum für Kunst, „Was ich sehe“, Berlin-Pankow[5]
- 2019: Projektraum Galerie Alte Feuerwache, mit Marguerite Blume-Cárdenas, Berlin[6][7]

### Kataloge
- Kat. Herbert Tucholski, Margot Sperling, Sylvia Hagen. Galerie am Prater, Berlin 1979 (8 Seiten)
- Kat. Margot Sperling. Galerie Mitte, Berlin 1983 (Einzelausstellung) (Doppelblatt, 4 Seiten)
- Kat. Vier Temperamente. Margot Sperling, Sylvia Hagen, Adelheid Sandhof,
- Gertraud Wendlandt. Geleitwort von Anita Kühnel. Staatliche Kunstsammlung Neubrandenburg, Galerie am Pferdemarkt, Neubrandenburg 1988
- Kat. Margot Sperling. Malerei. Geleitwort von Jens Semrau. Galerie Rotunde im Alten Museum des Staatlichen Kunsthandels der DDR, Berlin 1989
- Kat. Sperling, Peuckert, Schlegel. Geleitwort von Jens Semrau. Galerie am Prater, Berlin 1993
- Margot Sperling, Malerei. Geleitwort von der Kunsthistorikerin Dr. Anita Kühnel, Berlin 1994
- Marianne Selsjord, Margot Sperling. Aus Norwegen, Geleitwort von Gabriele Kukla. Galerie Mitte, Berlin, 5. Dezember 1995 bis 6. Januar 1996